# ドラゴン・リー (2代目)
ドラゴン・リー（英語: Dragon Lee、1995年5月15日 - ）は、メキシコの男性プロレスラー（覆面レスラー）。ハリスコ州タラ出身。血液型AB型。
現在、ピエローのリングネームで活動しているアーサー・ムニョスを父親に、ルーシュ、ドラリスティコを兄に持つ。
2019年12月よりリュウ・リー（英語: Ryu Lee）のリングネームを名乗っているが、ROHなどにおいては引き続きドラゴン・リーとして活動している。

## 来歴
2014年1月1日、CMLLにてラ・コパ・ジュニア 2014 トルネオ・シベルネティコに出場し、プロレスデビューを果たす。
2015年に入るとカマイタチと抗争を繰り広げるようになり、3月20日、マスカラ・コントラ・マスカラルールの3本勝負で対戦。1本目こそカマイタチに先制勝利を許したが、2本目、3本目は勝利を収めることができ、カマイタチのマスクを剥がし素顔を晒すことに成功した。4月5日、ヴィールスが保持するCMLL世界スーパーライト級王座に挑戦し、勝利を収め第13代王者となる。
2016年1月、新日本プロレスが主催するCMLL FANTASTICA MANIA 2016ツアーに参戦。23日後楽園ホール大会にて、前王者のヴィールスとCMLLライト級王座を賭けて対戦。リーもこの試合に勝利を収め防衛に成功したが、試合後に乱入してきたカマイタチからジャーマン・スープレックスを喰らい、同王座を賭けたタイトルマッチを要求された。翌24日、昨日の乱入を受けて急きょ決定したタイトルマッチとしてカマイタチと対戦した。一進一退の攻防を繰り広げる中、ドラゴン・ドライバーでフィニッシュを狙ったが、逆にカマイタチのカナディアン・デストロイヤーを決められ敗戦し、ついに王座から陥落した。
3月4日、CMLLライト級王座を賭けてカマイタチと再戦し、勝利を収めて第5代王者に返り咲いた。
同年6月中旬頃から、メキシコでラ・マスカラと抗争。
9月2日、マスカラ・コントラ・マスカラで、マスカラと対戦。1本目は、ジャーマン・スープレックスでリーが先制、2本目は、対戦中にリー側のセコンド、ルーシュが乱入。レフリーの判断でマスカラが2本目を取った。3本目は、ドラゴン・ドライバーでリーが取り勝利。マスカラはマスクを剥ぎ、素顔となった。
2017年1月5日、NEW YEAR DASH後楽園大会のタッグマッチ（マイケル・エルガン&KUSHIDAvs内藤哲也&高橋ヒロム）に乱入し、エルガン組の勝利をアシストした。IWGPジュニアヘビー級新王者でライバルでもあるヒロムに挑戦アピールをすると、後日次期シリーズにてヒロムとのタイトルマッチが決定した。
2月11日、NEW BEGINNING大阪大会にてヒロムの持つIWGPジュニアヘビー級王座に挑戦しリーも一進一退の攻防を繰り広げ、過去にピンフォールを奪われたカナディアン・デストロイヤーをカウント2で返すも、最後はヒロムの新フィニッシュホールドのTIME BOMBを喰らい敗戦した。
5月3日、レスリングどんたく福岡博多大会にて今年のBEST OF THE SUPER Jr.（以後BEST OF THE SUPER Jr.24）に参戦することが正式にコールされた。
同月17日BEST OF THE SUPER Jr.24開幕戦メインイベントでヒロムと対戦、2月シリーズと同様一進一退の攻防を繰り広げ、リーも終盤ヒロムに押し込まれるが何とか耐え、最後はヒロムの得意技でもあるコーナーへのデスバレーボムからドラゴン・ドライバーに繋げ、雪辱を果たした。
2019年9月、CMLLを解雇され以降AAA、ROHに参戦。
2020年1月5日、レッスルキングダム東京ドーム大会にて獣神サンダー・ライガー引退試合で高橋ヒロムのパートナーとして参戦（ライガーのパートナーは佐野直喜）。

## タイトル歴
WWE
- NXT北米王座 : 1回

CMLL
- CMLL世界スーパーライト級王座 : 2回（第13、15代）
- CMLL世界ウェルター級王座 : 1回（第33代）

新日本プロレス
- IWGPジュニアヘビー級王座 : 1回（第84代）

ROH
- ROH世界TV王座 : 2回（第23、26代）
- ROH世界タッグ王座 : 2回（第57、60代  w / ケニー・キング）

APW
- King of the Indiesトーナメント優勝 : 2回（2018年、2019年）

## 入場テーマ曲
- Shake Ya Tailfeather / Nelly , P. Diddy and Murphy Lee